# Юречкова
Юречкова, також Юркова (пол. Jureczkowa) — бойківське село в гміні Устрики-Долішні Бещадського повіту Підкарпатського воєводства Республіки Польща. Населення — 284 особи (2011).

## Розташування
Знаходиться за 2 км від кордону з Україною. В селі починається річка Вігор. Через село пролягає воєводська дорога № 890.

## Історія
У 1772 році після першого розподілу Польщі село відійшло до імперії Габсбургів, входило до провінції Королівство Галичини та Володимирії. У 1880 році проживало 513 мешканців у селі та 51 у панському дворі, з них 388 греко-католиків і 118 римо-католиків. Діяла також водяна лісопильня і були джерела солі та нафти.
Після розпаду Австро-Угорщини і утворення 1 листопада 1918 р. Західноукраїнської Народної Республіки це переважно населене українцями село Надсяння було окуповане Польщею. Станом на 1 січня 1939 р. село мало 1090 мешканців: 750 українців-грекокатоликів, 270 українців-римокатоликів, 20 поляків, 50 євреїв. Входило до ґміни Войткова Добромильського повіту Львівського воєводства.
Друга світова війна прийшла в село 13 вересня 1939 року, коли військо Третього Рейху зайняло його, втім, 27 вересня до села увійшли радянське військо в рамках вторгнення СРСР до Польщі. Тоді Юречкова, що знаходиться на правому, східному березі Сяну, разом з іншими навколишніми селами відійшла до СРСР та ввійшла до складу утвореної 27 листопада 1939 року Дрогобицької області УРСР (обласний центр — місто Дрогобич).
26 червня 1941 року в околицях села точились радянсько-словацькі бої.
В кінці липня 1944 року село було зайняте Червоною Армією. 13 серпня розпочато насильну мобілізацію українського населення Дрогобицької області до Червоної Армії. В березні 1945 року, в рамках підготовки до підписання Радянсько-польського договору про державний кордон зі складу Дрогобицької області правобережжя Сяну включно з селом було передане до складу Польщі.
Розпочалося виселення українців з рідної землі. Українці чинили опір участю в підпіллі та УПА. Українське населення села, якому вдалося уникнути депортації до СРСР, попало в 1947 році під етнічну чистку під час проведення Операції «Вісла» і було виселено на ті території у західній та північній частині польської держави, що до 1945 належали Німеччині.
У 1975—1998 роках село належало до Кросненського воєводства.

## Демографія
Демографічна структура станом на 31 березня 2011 року:
|          | Загалом | Допрацездатний вік | Працездатний вік | Постпрацездатний вік |
| -------- | ------- | ------------------ | ---------------- | -------------------- |
| Чоловіки | 156     | 46                 | 94               | 16                   |
| Жінки    | 128     | 21                 | 85               | 22                   |
| Разом    | 284     | 67                 | 179              | 38                   |

## Церква Собору Пресвятої Богородиці
В селі була стара дерев'яна греко-католицька церква Собору Пресвятої Богородиці, побудована в 1822 році. Церква була філіяльною парафії Войткова Бірчанського деканату Перемишльської єпархії.
Після другої світової війни (після виселення українців) церкву зруйновано.

## Пам'ятки
В селі наявна колишня греко-католицька церква з 1914 року, перенесена в 1978 р. з села Новосілки Козицькі і перетворена на костел.